# Charmes-en-l'Angle
Charmes-en-l'Angle je francouzská obec v departementu Haute-Marne v regionu Grand Est. V roce 2012 zde žilo 6 obyvatel.

## Poloha obce
Sousední obce jsou: Bouzancourt, Brachay, Cirey-sur-Blaise, Flammerécourt, Charmes-la-Grande, Leschères-sur-le-Blaiseron

## Vývoj počtu obyvatel
Počet obyvatel